# Gerard Hylkema
Gerard Hylkema ( Groningen, 14 de febrero de 1946 - Acapulco (Guerrero), 26 de marzo de 2002 ) fue un jugador de hockey sobre césped y futbolista neerlandés.

## Hockey sobre césped
A finales de los sesenta jugó al hockey en el Harense Mixed Club (HMC) de Haren. Fue convocado a la selección de los Países Bajos para los Juegos Olímpicos de Verano de 1968 en México. Allí jugó cuatro partidos internacionales y marcó un gol.

## Fútbol
Luego se cambió al fútbol y entrenó en DWS. En 1970 pasó a jugar en el GVAV, hoy FC Groningen, donde jugó quince partidos en el primer equipo en las temporadas '71 -'72 y '72 -'73.  Luego jugó en México para el CF Atlante (1973-74) y en los Estados Unidos para San Antonio Thunder (1975, NASL ), Golden Bay Bucaneers (1976, ASL ), Oakland Buccaneers (1977/78, ASL), Sacramento Gold ( ASL) y Golden Gate Gales (1980, ASL).

## Entrenador
Hylkema dirigió una escuela de fútbol en Sacramento, la capital de California, fue entrenador en escuelas y fútbol amateur estadounidense y mexicano, y luego se estableció en México. Falleció en la primavera de 2002.